# Les Faux-monnayeurs (téléfilm)
Pour les articles homonymes, voir Faux-monnayeurs.
Pour plus de détails, voir Fiche technique et Distribution.
Les Faux-monnayeurs est un téléfilm français réalisé par Benoît Jacquot, réalisé en 2009, diffusé le 5 janvier 2011 sur France 2.

## Synopsis
À Paris, entre les deux guerres, un écrivain se propose d'écrire un roman. Il en rassemble les éléments en agrégeant des faits familiaux et des faits divers. Il élabore sa trame romanesque tout en menant une vie agitée entre ses proches parents, ses amis, ses ennemis. Il y incorpore des éléments de sa vie intime rapportés dans son journal, mais finalement ne rédige rien de définitif, en proie au doute du créateur.

## Fiche technique
- Réalisateur : Benoît Jacquot
- Scénario :  Benoît Jacquot, d'après le roman éponyme d'André Gide
- Photographie : Romain Winding
- Musique : Bruno Coulais
- Montage : Luc Barnier
- Direction artistique : Katia Wyszkop
- Costumes : Christian Gasc
- Date de diffusion : 5 janvier 2011 sur France 2
- Durée : 120 minutes.

## Distribution
- Melvil Poupaud : Edouard
- Patrick Mille : Robert de Passavant
- Jules-Angelo Bigarnet : Bernard
- Jules Sadoughi : Ghéridanisol
- Maxime Berger : Olivier
- Laurence Cordier : Laura Azaïs
- Vladimir Consigny : Vincent
- Dolores Chaplin : Lilian Griffith
- Jean-Marc Stehlé : M. Lapérouse
- Anne Bennent : Sophroniska
- Thomas Momplot : Georges
- Sandrine Dumas : Pauline
- Daniel Martin : Oscar
- Sylvain Levitte : Lucien Bercail
- Anne Duverneuil : Sarah
- Hervé Pierre : M. Profitendieu
- Catherine Davenier : Mme Profitendieu
- Pavel Stepantchuk : Boris
- Jean-Damien Barbin : Alfred Jarry

## Publication
Le film est distribué en Dvd en 2018 par la société Optimale Distribution.